# Atlanta Lolohea
Pour les articles homonymes, voir Lolohea.
Pas d'image ? Cliquez ici

a Compétitions nationales et continentales officielles uniquement.

b Matchs officiels uniquement.
Dernière mise à jour le 5 mars 2025.
Atlanta Lolohea, née le 16 mars 2003 à Whangarei (Nouvelle-Zélande), est une joueuse internationale néo-zélandaise de rugby à XV, évoluant au poste de talonneur. Elle joue aux Blues.
Sa sœur, Martha Mataele, est une joueuse internationale néo-zélandaise de rugby à XV.

## Biographie
Atlanta Lolohea nait le 16 mars 2003 à Whangarei en Nouvelle-Zélande. Elle grandit avec sa sœur Martha Lolohea-Mataele à Christchurch. Elle intègre l'effectif de Canterbury dès 2020, âgée de dix-sept ans. Elle fait ses débuts en Farah Palmer Cup en 2022, et elle remporte le titre national avec Canterbury. Elle est nommée meilleur espoir de l'année.
En 2023, elle est recrutée par Matatū et remporte le Super Rugby Aupiki. La compétition terminée, elle part avec sa sœur Martha jouer avec la Western Force, qui dispute le Super Rugby Women's australien. Elle rentre en Nouvelle-Zélande pour disputer la FPC, mais cette fois Canterbury est battu en finale par Auckland.
Elle revient à Matatū, toujours avec sa sœur, pour jouer le Super Rugby Aupiki 2024. Au mois d'avril, elle est l'une des cinq joueuses non capées à être mises sous contrat par la fédération néo-zélandaise. Elle n'est pas retenue pour la Pacific Four Series et fait finalement ses débuts internationaux contre l'Australie au mois de juillet. Elle dispute ensuite le WXV à Vancouver, puis s'engage avec les Blues pour la saison 2025.[réf. nécessaire]

## Palmarès

### En franchise et province
- Vainqueur de la Farah Palmer Cup en 2022.
- Vainqueur du Super Rugby Aupiki en 2023 et 2025.
- Finaliste de la Farah Palmer Cup en 2023.

### En équipe nationale
- Vainqueur de la Pacific Four Series en 2025.

### Distinctions personnelles
- Élue meilleure espoir de l'année en Farah Palmer Cup en 2022[4].